# Wendy Wasserstein
Wendy Wasserstein (Brooklyn, Nueva York, 18 de octubre de 1950 - Nueva York, 30 de enero de 2006) fue una dramaturga estadounidense, y profesora en la Universidad de Cornell. Recibió el Premio Tony a la mejor obra y el Premio Pulitzer de Teatro.

## Biografía
Wasserstein nació en Brooklyn, Nueva York hija de Morris Wasserstein, un ejecutivo textil adinerado, y su esposa, Lola Schleifer, una bailarina aficionada que se trasladó a Estados Unidos desde Polonia cuando su padre fue acusado de ser un espía. Se dice que Lola Wasserstein inspiró algunos de los personajes de su hija. Wendy era una de cinco hermanos, incluyendo al empresario Bruce Wasserstein. Su abuelo materno fue Simon Schleifer, un prominente dramaturgo judío polaco que se trasladó a Paterson, Nueva Jersey y se convirtió en director de una escuela hebrea.
Wasserstein obtuvo un B.A. en historia en el Colegio Mount Holyoke en 1971, un M.A. en escritura creativa en el Colegio Municipal de Nueva York, y un M.F.A. en 1976 por parte de la Escuela de teatro de Yale, donde tuvo entre sus compañeros al futuro dramaturgo Christopher Durang. En 1990 recibió un doctorado honorífico en Letras por parte del Colegio Mount Holyoke y en un doctorado honorífico en Bellas Artes por el Bates College.
En 1989, obtuvo el Premio Tony y el premio Pulitzer por su obra The Heidi Chronicles.
Sus obras exploran diversos temas, desde el feminismo a la etnicidad, pasando por la cultura pop.
Wasserstein falleció por un linfoma en enero de 2006, a los 55 años de edad. La noche después de su muerte, las luces de Broadway se apagaron en su honor. La sobrevivieron su madre, Lola (que murió en 2007), dos hermanos (incluyendo el empresario Bruce Wasserstein), y su hija Lucy Jane, a quien tuvo como madre soltera con 48 años, que fue tutelada por su tío Bruce.

## Obras
En España se ha publicado Pereza, Ediciones Paidós Ibérica, S.A., 2005. ISBN 84-493-1828-9

### Dramas
- Third (2005)
- Old Money (2002)
- An American Daughter (1997)
- The Sisters Rosensweig (1992)
- The Heidi Chronicles (1988)
- The Man in a Case (1985)
- Isn’t It Romantic (1983)
- Tender Offer (1983)
- Uncommon Women and Others (1977)
- Any Woman Can't (1973)

### Guiones
- The Object of My Affection (1998)
- Tender Offer (1977)

### Libros
- Elements of Style (una novela), 2006 (Knopf).
- Sloth. Nueva York: Oxford University Press (2005), (ISBN 0-19-516630-2).
- Shiksa Goddess : Or, How I Spent My Forties : essays. Nueva York: Knopf (2001), (ISBN 0-375-41165-8).
- Bachelor Girls. Nueva York: Knopf, Distributed by Random House (1990), (ISBN 0-394-56199-6).

### Artículos
- "Complications" The New Yorker 21 y 28 de febrero de 2000

## Premios
- 1983: Recibe el John Simon Guggenheim Fellowship.
- 1989: Premio Pulitzer de Teatro por The Heidi Chronicles.
- 1989: Premio Tony a la mejor obra por The Heidi Chronicles.
- 1989: Premio del Outer Critics Circle por The Heidi Chronicles.
- 1989: Premio Drama Desk por The Heidi Chronicles.
- 1989: Premio Susan Smith Blackburn por The Heidi Chronicles.
- 1993: Premio Outer Critics Circle por The Sisters Rosensweig.
- 1993: Premio William Inge por Logros Distinguidos en Teatro Estadounidense
- 2007: Póstumamente incluida en el Salón de la Fama del Teatro Estadounidense.

## Obituarios
- Playwright Wendy Wasserstein Dies at Age 55 - NPR
- A Writer Remembers Wendy Wasserstein (enlace roto disponible en Internet Archive; véase el historial, la primera versión y la última). - Washington Post
- Wendy Wasserstein - Village Voice
- Playwright Wendy Wasserstein ’71 Dies at Age 55 - Mount Holyoke College
- Wendy Wasserstein leaves the room - The International Herald Tribune
- ...a tribute to Wendy Wasserstein - Peggy Noonan of the Wall Street Journal
- Giggling up Broadway: Wendy Wasserstein, 1950-2006 Archivado el 6 de enero de 2007 en Wayback Machine. - Mark Steyn for The New Criterion
- Remembering Wendy Wasserstein - A Friend's Remembrance.
- Wendy Wasserstein : 1950 -2006.